# Campionato Brasiliense 2011
Il Campionato Brasiliense 2011 è stata la 53ª edizione del Campionato Brasiliense.

## Squadre partecipanti
| Squadra         | Città      |
| --------------- | ---------- |
| Botafogo-DF     | Guará      |
| Brasília        | Brasilia   |
| Brasiliense     | Taguatinga |
| Ceilandense     | Ceilândia  |
| Ceilândia       | Ceilândia  |
| CFZ de Brasília | Brasilia   |
| Formosa         | Formosa-GO |
| Gama            | Gama       |

## Prima fase
|  | Pos. | Squadra         | Pt | G  | V  | N | P  | GF | GS | DR  |
|  | ---- | --------------- | -- | -- | -- | - | -- | -- | -- | --- |
|  | 1.   | Brasiliense     | 34 | 14 | 10 | 4 | 0  | 27 | 8  | +19 |
|  | 2.   | Formosa         | 22 | 14 | 5  | 7 | 2  | 18 | 12 | +6  |
|  | 3.   | Botafogo-DF     | 22 | 14 | 5  | 7 | 2  | 21 | 16 | +5  |
|  | 4.   | Gama            | 21 | 14 | 5  | 6 | 3  | 22 | 14 | +8  |
|  | 5.   | Ceilândia       | 21 | 14 | 5  | 6 | 3  | 19 | 16 | +3  |
|  | 6.   | Ceilandense     | 15 | 14 | 4  | 3 | 7  | 13 | 20 | -7  |
|  | 7.   | Brasília        | 11 | 14 | 3  | 2 | 9  | 14 | 25 | -11 |
|  | 8.   | CFZ de Brasília | 4  | 14 | 1  | 1 | 12 | 17 | 40 | -23 |

Legenda:

      Ammessi alla Seconda fase
      Retrocesse in Segunda Divisão 2012

## Seconda fase
|  | Pos. | Squadra     | Pt | G | V | N | P | GF | GS | DR |
|  | ---- | ----------- | -- | - | - | - | - | -- | -- | -- |
|  | 1.   | Gama        | 12 | 6 | 4 | 0 | 2 | 9  | 8  | +1 |
|  | 2.   | Brasiliense | 10 | 6 | 3 | 1 | 2 | 9  | 6  | +3 |
|  | 3.   | Formosa     | 10 | 6 | 3 | 1 | 2 | 11 | 12 | -1 |
|  | 4.   | Botafogo-DF | 3  | 6 | 1 | 0 | 5 | 6  | 9  | -3 |

Legenda:

      Ammessi alla Terza fase (finale)

## Terza fase (finale)

### Andata
| Arbitro: | Ademário Neves |

|          |           |               |
| Hugo 87’ | Marcatori | 90+1’ Raphael |

### Ritorno
| Taguatinga 14 maggio 2011, ore 18:30 UTC-3 | Brasiliense    | 0 – 0 | Gama | Serejão (15.645 spett.)\| Arbitro: \| Rodrigo Raposo \| |
| Arbitro:                                   | Rodrigo Raposo |       |      |                                                         |